# Олимпийский характер
«Олимпийский характер» — советский рисованный мультипликационный фильм 1979 года.

## Сюжет
Как медвежонок Миша стал олимпийским талисманом.

## Создатели
| авторы сценария           | Эдуард Успенский, Владимир Винницкий, Юрий Шмалько |
| режиссёр                  | Борис Акулиничев |
| художник-постановщик      | Сергей Тюнин |
| оператор                  | Владимир Милованов |
| композитор                | Марк Минков |
| звукооператор             | Виталий Азаровский |
| художники-мультипликаторы | Фаина Епифанова, Владимир Спорыхин, Константин Романенко, Семён Петецкий, Борис Тузанович, Александр Федулов, Татьяна Великород, Игорь Самохин, Игорь Медник |
| монтажёр                  | Марина Трусова |
| редактор                  | Валерия Медведовская |

## Роли озвучивали
- Роман Карцев — репортёр-воробей / филин
- Олег Анофриев
- Зинаида Нарышкина — ворона / белочка / зайчик / медвежонок Миша
- Гарри Бардин
- Константин Райкин